# Stor gyvelkvæler
Stor Gyvelkvæler eller Knopurt-Gyvelkvæler (Orobanche elatior) er en flerårig snylteplanter uden klorofyl. Den bliver op til 50 cm høj, blomstrer i juli-august og har røde blomster, en rødlig stængel og skælformede blade. Den vokser på skrænter og på overdrev. Den snylter på rødderne af forskellige arter af knopurt, især på Stor Knopurt.

## Udbredelse
Stor Gyvelkvæler er sjælden i Danmark, og fredet; Den er regnet som truet art på den danske rødliste.
Den er udbredt i det sydlige Centraleuropa og i Centralasien. I vest går grænsen langs Pyrenæerne og nordgrænsen går gennem Danmark, Sydsverige og Baltikum. Den findes helt til Det Kaspiske Hav mod øst og sydgrænsen går gennem det tidligere Jugoslavien og langs nordbredden af Sortehavet.